# Kanton Saint-Louis-1
Der Kanton Saint-Louis-1 ist seit 1949 ein französischer Wahlkreis im Arrondissement Saint-Pierre des Übersee-Départements Réunion. Er umfasst einen Teil der Gemeinde Saint-Louis.